# Francuska Federacja Protestancka
Francuska Federacja Protestancka (fr. Fédération protestante de France) – krajowa federacja protestancka, utworzona 25 października 1905 r., której celem jest wspieranie protestantyzmu we Francji. Członkami Federacji są wyznania protestanckie wywodzące się z różnych tradycji konfesyjnych, które łączy wyznawanie podstawowych doktryn chrześcijańskich wyrażonych w credo apostolskim oraz wierność reformacyjnemu dziedzictwu wiary, za którego sumę uznano pięć zasad protestantyzmu.
Obecnie Federacja zrzesza większość francuskich wyznań identyfikujących się z reformacją i jej spuścizną, przede wszystkim francuskich: luteran, ewangelików reformowanych, baptystów, adwentystów dnia siódmego, ewangelikalnych chrześcijan oraz zielonoświątkowców.
W roku 2005 zorganizowano obchody stulecia istnienia Francuskiej Federacji Protestanckiej.

## Doktryna
Poszczególne denominacje posiadają własne konfesje i księgi symboliczne, których nauka nie może być jednak sprzeczna z Sześcioma Zasadami Zgody, obowiązującymi wszystkie kościoły Federacji:
1. Soli Deo gloria – jedynie Bogu w Trójcy Świętej jedynemu wolno oddawać cześć religijną,
2. Sola gratia – przyczyną zbawienia człowieka jest wyłącznie łaska Boża, niezasłużona w żaden sposób przez człowieka,
3. Sola fide – grzesznik zostaje uznany za sprawiedliwego przez Boga jedynie przez samą wiarę,
4. Sola scriptura – jedynie Biblia stanowi normatywną instancję dla wiary i praktyki Kościoła,
5. Semper reformanda – reformowaniu Kościoła podług Słowa Bożego nigdy nie będzie końca,
6. Powszechne kapłaństwo wszystkich wierzących – każdy chrześcijanin ma równy udział w kapłaństwie; ordynacja pastorska nie oznacza święceń kapłańskich; nie jest sakramentem, lecz powołaniem do urzędu wiernego zwiastowania Słowa Bożego i należytego udzielania sakramentów.

## Działalność
Poza działalnością religijną obejmującą przede wszystkim upowszechnianie myśli protestanckiej w społeczeństwie (m.in. poprzez media), organizowanie wspólnych konferencji, zjazdów i nabożeństw, kościoły Francuskiej Federacji Protestanckiej współpracują ze sobą w ramach realizacji projektów dotyczących aktywności społecznej, troski o dzieci i osoby starsze, wspólnych działań na polu oświaty, komunikacji, sztuki, kontaktów z organizacjami międzynarodowymi oraz rozwoju.

## Organizacja
Federacja skupia łącznie 23 francuskie kościoły protestanckie z łączną liczbą 900 tysięcy wiernych, zrzeszonych w ramach 1268 zborów i parafii, obsługiwanych przez 1065 pastorów (w tym 196 pastorek – w wyznaniach stosujących ordynację kobiet). Każda parafia i zbór kościoła sfederowanego przynależy automatycznie do jednego z dwudziestu dwóch okręgów Federacji. Oprócz kościołów, członkami Francuskiej Federacji Protestanckiej jest 81 stowarzyszeń reprezentujących 500 społeczności, instytucji oraz ruchów.
Prezydent Federacji stoi na czele Prezydium Rady Naczelnej, w skład której wchodzą także zastępcy prezydenta, skarbnik, sekretarz i asesor. Obecnie, stanowisko Prezydenta Federacji zajmuje pastor Claude Baty z Jednoty Wolnych Zborów Ewangelickich. Rada Naczelna Federacji liczy 17 przedstawicieli różnych kościołów protestanckich.

## Kościoły członkowskie
- Armia Zbawienia Armée du salut (ADS) - razem z Belgią
- Cygańska Misja Ewangeliczna Francji (METF)
- Federacja Ewangelicznych Kościołów Baptystów Francji (FEEB)
- Federacja Koreańskich Kościołów we Francji (FECF)
- Hillsong Paryż (zielonoświątkowcy)
- Kościół Adwentystów Dnia Siódmego we Francji
- Kościół Boży we Francji (zielonoświątkowcy)
- Kościół Nazarejczyka
- Kościół Zielonoświątkowy Francji (EPF)
- Malgaski Kościół Protestancki we Francji (EPMF)
- Międzynarodowy Kościół Poczwórnej Ewangelii (zielonoświątkowcy)
- Narodowa Unia Niezależnych Ewangelicznych Kościołów Reformowanych Francji (UNEPREF)
- Popularna Misja Ewangeliczna Francji (MPEF)
- Społeczność Kościołów Tradycji Afrykańskiej we Francji (FRC)
- Społeczność Kościołów Obszaru Frankofonii (FEAC)
- Społeczność Ewangelicznych Kościołów Protestanckich (CEPEE)
- Unia Ewangelicznych Kościołów Protestanckich Horizon
- Unia Ewangelicznych Kościołów Przebudzeniowych (UEER)
- Unia Kościoła Ewangelicko-Metodystycznego Francji (UEEMF)
- Unia Kościołów Protestanckich Alzacji i Lotaryngii (UEPAL)
- Unia Niezależnych Kościołów Zielonoświątkowych (UNEPI)
- Unia Ormiańskich Kościołów Ewangelicznych Francji (UEEAEF)
- Unia Protestanckich Zborów w Misji (UAPM)
- Unia Wolnych Kościołów Ewangelicznych (UEEL)
- Zbory Boże we Francji (zielonoświątkowcy)
- Zjednoczony Kościół Protestancki Francji (EPUdF)